# Dexia bifasciata
Dexia bifasciata är en tvåvingeart som beskrevs av Johann Wilhelm Meigen 1826. Dexia bifasciata ingår i släktet Dexia och familjen parasitflugor.
Artens utbredningsområde är Tyskland. Inga underarter finns listade i Catalogue of Life.